# Double licence (cursus)
Ne doit pas être confondu avec Double licence.
Une double licence est un cursus universitaire permettant d'étudier deux domaines à la fois et, ainsi, au bout de la formation, obtenir deux licences différentes.

## En France
Dans les universités, la licence est un diplôme national validant trois années après le baccalauréat. Dans certaines universités, la double licence offre la possibilité d’étudier deux disciplines différentes, permettant d’obtenir deux diplômes distincts, de doubler les débouchés et les possibilités de poursuites d'études. La sélection est faite sur dossier,. Une centaine de doubles licences existent aujourd'hui en France, dans tous les domaines : sciences, langues, sciences humaines, etc.
Certaines d'entre elles peuvent, dans une démarche de pluridisciplinarité plus avancée, mêler des matières très différentes mais néanmoins complémentaires, tels que la philosophie et les sciences, ou le droit et l'histoire de l'art. Ces formations se veulent être une réponse à la demande, de plus en forte, d'employeurs en recherche de profils hybrides et originaux.
Une différence entre la bi-licence et la double licence se situe dans le fait que le volume horaire d'une bi-licence est plus léger que celui d'une double licence. De plus, la bi-licence n'est effectivement qu'une seule licence, alors que la double licence correspond également à deux matières mais aussi à deux diplômes, d'où une charge de travail plus élevée.